# You Can't Do That on Stage Anymore, Vol. 6
You Can't Do That on Stage Anymore, Vol. 6 es el último álbum de una colección de grabaciones en directo del músico y compositor Frank Zappa grabado entre 1970 y 1988. Todo el material del disco uno trata de temas sexuales. El sello discográfico Rykodisc lo lanzó al mercado el 23 de octubre de 1992.

## Lista de canciones

### Disco uno
1. "The M.O.I. Anti-Smut Loyalty Oath" – 3:01
2. "The Poodle Lecture" – 5:02
3. "Dirty Love" – 2:39
4. "Magic Fingers" – 2:21
5. "The Madison Panty-Sniffing Festival" – 2:44
6. "Honey, Don't You Want a Man Like Me?" – 4:01
7. "Father O'Blivion" – 2:21
8. "Is That Guy Kidding or What?" – 4:02
9. "I'm So Cute" – 1:39
10. "White Person" – 2:07
11. "Lonely Person Devices" – 3:13
12. "Ms. Pinky" – 2:00
13. "Shove It Right In" (mezcla de "She Painted Up Her Face", "Half A Dozen Provocative Squats" y "Shove It Right In") – 6:45
14. "Wind up Workin' in a Gas Station" – 2:32
15. "Make a Sex Noise" – 3:09
16. "Tracy Is a Snob" – 3:54
17. "I Have Been in You" – 5:04
18. "Emperor of Ohio" – 1:31
19. "Dinah-Moe Humm" – 3:16
20. "He's So Gay" – 2:34
21. "Camarillo Brillo" – 3:09
22. "Muffin Man" – 2:25

### Disco dos
1. "NYC Halloween Audience" – 0:46
2. "The Illinois Enema Bandit" – 8:04
3. "Thirteen" – 6:08
4. "Lobster Girl" – 2:20
5. "Black Napkins" – 5:21
6. "We're Turning Again" – 4:56
7. "Alien Orifice" – 4:16
8. "Catholic Girls" – 4:04
9. "Crew Slut" – 5:33
10. "Tryin' to Grow a Chin" – 3:33
11. "Take Your Clothes Off When You Dance" – 3:46
12. "Lisa's Life Story" – 3:05
13. "Lonesome Cowboy Nando" – 5:15
14. "200 Motels Finale" – 3:43
15. "Strictly Genteel" – 7:07

## Personal
- Frank Zappa – director, guitarra, voz, sintetizador, producción
- Mark Volman – voz
- Howard Kaylan – voz
- Denny Walley – guitarra slide, voz
- Ike Willis – guitarra, voz
- Adrian Belew – guitarra, voz
- Ray White – guitarra, voz
- Warren Cuccurullo – guitarra
- Steve Vai – guitarra
- Mike Keneally – guitarra, sintetizador, voz
- Patrick O'Hearn – bajo
- Jeff Simmons – bajo
- Arthur Barrow – bajo
- Scott Thunes – bajo
- Tom Fowler – bajo
- Bob Harris – teclados, voz
- Bianca Thornton – teclados, voz
- Peter Wolf – teclados
- Allan Zavod – teclados
- George Duke – teclados
- Tommy Mars – teclados
- Ian Underwood – teclados, saxofón alto
- Albert Wing – saxofón tenor
- Napoleon Murphy Brock – saxofón, voz
- Paul Carman – alto saxophone, saxofón soprano, saxofón barítono
- Bruce Fowler – trombón
- Walt Fowler – fliscorno, sintetizador, trompeta
- Kurt McGettrick – clarinete, saxofón bajo, saxofón barítono
- L. Shankar - violín
- Jean-Luc Ponty – violín
- Ralph Humphrey – batería
- Vinnie Colaiuta – batería
- Aynsley Dunbar – batería
- Terry Bozzio – batería
- Chad Wackerman – batería, percusión electrónica
- Ed Mann – percusión electrónica , percusión, coros, marimba
- "Lady" Bianca Odin - voz en "Wind Up Workin' In A Gas Station"
- George Douglas – ingeniero
- Bob Stone – ingeniero